# دانيال بارا
دانيال بارا (بالإسبانية: Daniel Parra)‏ هو لاعب كرة قدم مكسيكي، ولد في 20 يوليو 1999 في سيلايا في المكسيك. لعب مع نادي مونتيري.

## وصلات خارجية
- دانيال بارا على موقع قاعدة بيانات كرة القدم.إي يو (الإنجليزية)
- دانيال بارا على موقع Soccerway.com (الإنجليزية)
- دانيال بارا على موقع AS.com (الإسبانية)